# Perrine Laffont
Perrine Josette Léa Laffont (Lavelanet, 28 de octubre de 1998) es una deportista francesa que compite en esquí acrobático, especialista en las pruebas de baches; campeona olímpica en Pyeongchang 2018 y seis veces campeona mundial.
Participó en tres Juegos Olímpicos de Invierno, entre los años 2014 y 2022, obteniendo una medalla de oro en Pyeongchang 2018, en la prueba de baches.
Ganó ocho medallas en el Campeonato Mundial de Esquí Acrobático entre los años 2017 y 2025.

## Carrera deportiva

### Campeonato mundial
Ha competido en seis Campeonatos Mundiales. En 2015 terminó sexta en la prueba de baches en paralelo y decimotercera en la de baches. En la siguiente edición, celebrada en la estación española de Sierra Nevada en 2017, se proclamó campeona en los baches en paralelo y subcampeona en baches. En 2019 obtuvo la medalla de oro en baches en paralelo y la de bronce en baches. En 2021 consiguió la medalla de oro en la prueba de baches y en 2023 hizo el doblete al ganar las pruebas de baches y baches en paralelo. En 2025 se proclamó campeona en la prueba de baches.

### Juegos Olímpicos
Ganó la medalla de oro en los Juegos Olímpicos de Invierno de Pyeongchang 2018 en la prueba de baches. Obtuvo en la final 78,65 puntos y superó por nueve décimas a la canadiense Justine Dufour-Lapointe.
 En Pekín 2022 no pudo defender el título al quedar cuarta en la final de baches.

## Medallero internacional
| Juegos Olímpicos   | Juegos Olímpicos            | Juegos Olímpicos  | Juegos Olímpicos   |
| Año                | Lugar                       | Medalla           | Prueba             |
| ------------------ | --------------------------- | ----------------- | ------------------ |
| 2018               | Pyeongchang (Corea del Sur) | Medalla de oro    | Baches             |
| Campeonato Mundial |                             |                   |                    |
| Año                | Lugar                       | Medalla           | Prueba             |
| 2017               | Sierra Nevada (España)      | Medalla de oro    | Baches en paralelo |
| 2017               | Sierra Nevada (España)      | Medalla de plata  | Baches             |
| 2019               | Park City (Estados Unidos)  | Medalla de oro    | Baches en paralelo |
| 2019               | Park City (Estados Unidos)  | Medalla de bronce | Baches             |
| 2021               | Almaty (Kazajistán)         | Medalla de oro    | Baches             |
| 2023               | Bakuriani (Georgia)         | Medalla de oro    | Baches             |
| 2023               | Bakuriani (Georgia)         | Medalla de oro    | Baches en paralelo |
| 2025               | Engadina (Suiza)            | Medalla de oro    | Baches             |